# 793
Năm 793 là một năm trong lịch Julius.